# هولم، کامبریا
هولم (به انگلیسی: Holme) یک محله مدنی و روستا در بریتانیا است که در South Lakeland واقع شده‌است. هولم ۱٬۴۸۶ نفر جمعیت دارد.